# Микропредприятие
Микропредприятие — субъект малого предпринимательства. В Российской Федерации это индивидуальные предприниматели и предприятия с численностью работников до 15 человек. 

## Микропредприятия в Российской Федерации
Согласно п.2. ст. 4 ФЗ «О развитии МСП в РФ» в зависимости от средней численности работников за календарный год предприятия подразделяются на микропредприятия — до 15 работников включительно; малые предприятия — до 100 работников включительно; средние предприятия — от 101 до 250 работников включительно.
Согласно ст. 309.2 ТК РФ «микропредприятия вправе отказаться полностью или частично от принятия локальных нормативных актов, содержащих нормы трудового права (правила внутреннего трудового распорядка, положение об оплате труда, положение о премировании, график сменности и другие). При этом они должны включить в трудовые договоры с работниками условия, регулирующие вопросы, которые в соответствии с трудовым законодательством и иными нормативными правовыми актами, содержащими нормы трудового права, должны регулироваться локальными нормативными актами. Указанные трудовые договоры заключаются на основе типовой формы трудового договора, утверждаемой Правительством Российской Федерации с учётом мнения Российской трёхсторонней комиссии по регулированию социально-трудовых отношений».